# Governatorato del Caucaso sud-occidentale
Il governatorato del Caucaso sud-occidentale (in turco: Güneydoğulu Kafkasya Cumhuriyeti) era uno Stato fantoccio dell'Impero ottomano, creato dopo l'invasione turca dell'Amministrazione dell'Armenia occidentale e l'avanzata nella Repubblica Federale Democratica Transcaucasica, nei territori ex-russi, in cui rappresentò l'occupazione militare turca.
Dopo il trattato di Batumi del 4 giugno, che segnò la pace tra Impero ottomano e Prima Repubblica di Armenia (erede della Transcaucasia), il governatorato ottenne confini definiti. Con l'Armistizio di Mudros del 30 ottobre, l'assemblea del governatorato rifiutò di accondiscendere ai patti anglo-turchi che ne prevedevano l'annessione all'Armenia, ed il 1º dicembre si proclamò Repubblica indipendente. Il 19 aprile 1919 il territorio venne occupato militarmente da reparti britannici comandati da sir Somerset Gough-Calthorpe, e mantenuto sotto tale occupazione fino al 7 luglio 1920, quando fu ceduto all'Armenia. Durante la guerra turco-armena venne nuovamente occupato dai turchi della Repubblica di Turchia. Col trattato di Kars del 16 maggio 1921 il territorio passava alla RSS Georgiana nell'Unione Sovietica.